# Orlando Sánchez
Orlando Emilio Sánchez Caminero (Nagua, María Trinidad Sánchez, 26 de mayo de 1988) es un jugador de baloncesto dominicano que actualmente se encuentra sin equipo. Sánchez jugó baloncesto universitario para la Monroe College y para los Red Storm de la Universidad de San Juan. Además participa en las competiciones internacionales con la Selección nacional de baloncesto de la República Dominicana. Con 2,06 metros de estatura, juega en las posiciones de alero y ala-pívot.

## Trayectoria deportiva

### Primeros años
Con 12 años emigró a Pamplona, Navarra, España jugando en varios equipos como San Cernin, y Club Baloncesto Huarte. Entrenaba en la famosa plaza Ezcaba de la Chantrea, junto con celebridades del barrio como Reyson González y Migui Yankee, además de americanos como Lamont Hamilton, James Lesure, Rick González y Dave Chappelle. En el año 2009, se hizo conocido por realizar un mate espectacular, imitando una jugada del genial jugador de fútbol brasileño Djalminha, que trató de practicar Rudy Fernández para el Concurso de Mates de la NBA del año 2009. Ese mismo año, Sánchez decidió regresar a la República Dominicana, donde jugó ocho partidos para el Club San Lázaro de la liga del Distrito Nacional, y posteriormente ganó el premio Novato del Año de la liga.
En 2017 se incorporó al Club Baloncesto Huarte para realizar entrenamientos con el equipo.

### Universidad
Sánchez jugó dos temporadas en la Monroe College de la NJCAA. En su primera temporada en 2010-11, fue nombrado mención honorable All-American de la NJCAA después de promediar 8,5 puntos, 11,5 rebotes (ocupando el séptimo lugar en la nación) y 4,3 tapones por partido. Sánchez lideró a los Mustangs a un récord de 31-5, el título de la Región 15 de la NJCAA, el campeonato del Distrito III y el tercer puesto en el Campeonato Nacional de la NJCAA de 2011 en Hutchinson, Kansas. En el campeonato, promedió 10,5 puntos, 8,5 rebotes y 3,0 tapones por partido pasando a ser nombrado en el mejor quinteto del torneo. En su segunda temporada en 2011-12, lideró a los Mustangs al quinto lugar en el Campeonato Nacional, ganando los honores de mejor quinteto del campeonato de la NJCAA. Promedió 10,2 puntos, 8,0 rebotes, 2,2 asistencias y 1,9 tapones por partido, ganando los elogios de segundo quinteto all-star de la Región 15 de la NJCAA.
El 22 de abril de 2012, firmó una Carta Nacional de Intención para jugar baloncesto con los Red Storm de la Universidad de San Juan. En noviembre de 2012, Sánchez fue considerado inelegible para jugar en la NCAA después que la organización determinara que a los 24 años de edad había agotado sus cuatro años de elegibilidad. El 28 de febrero de 2013, se le concedió una exención, la cual le permitió jugar baloncesto para la Universidad de San Juan en la temporada 2013-14. Sánchez no pudo disputar la temporada 2012-13 debido a los problemas de elegibilidad.
En la temporada 2013-14 con los St. John's Red Storm, Sánchez disputó un total de 32 partidos y promedió 7,4 puntos, 5,6 rebotes, 1,4 asistencias y 1,1 tapones en 22,3 minutos por partido alcanzando cifras dobles en anotación en 8 partidos.

### Profesional
Después de no ser elegido en el Draft de la NBA de 2014, Sánchez firmó un contrato con los New York Knicks el 17 de septiembre de 2014. Sin embargo, fue descartado por los Knicks, el 24 de octubre de 2014, a pocos días del comienzo de la temporada 2014-15 de la NBA. El 3 de noviembre de 2014, Sánchez fue adquirido por los Westchester Knicks de la NBA D-League.

## Competiciones internacionales
Sánchez formó parte de la selección nacional que representó a la República Dominicana en los Juegos Centroamericanos y del Caribe en Puerto Rico, donde lograron la medalla de bronce.
En 2011, participó en el Campeonato FIBA Américas de 2011 con la selección nacional, en el evento la selección liderada por Al Horford buscaba un boleto al olímpico, el equipo logró hacerse con la medalla de bronce, sin embargo sólo había disponibles dos puestos para el olímpico.
En el Centrobasket 2014 en Nayarit, México, Sánchez ayudó a la selección nacional a lograr la medalla de bronce.
Sánchez participó en la Copa del Mundo de Baloncesto FIBA 2014 en España, representando nuevamente a la República Dominicana con la selección nacional, la selección no había participado en un mundial desde 1978. En la copa mundial, el equipo avanzó hasta los octavos de finales donde fueron eliminados por la Selección de Eslovenia, finalizando en la decimotercera posición.